# عصر أمراء الحرب
عصر أمراء الحرب هو فترة من تاريخ جمهورية الصين، وقد قُسمت إدارة البلاد في تلك الفترة بين الفرق العسكرية السابقة التابعة لجيش المحيط الشمالي وعدد من الفصائل المناطقية الأخرى بين عامي 1916 و1928.
في علم التأريخ، بدأ عصر أمراء الحرب عام 1916 عقب وفاة يوان شيكاي، الديكتاتور الذي حكم الصين بحكم الأمر الواقع بعدما أطاحت ثورة شينهاي بسلالة تشينغ وأسست جمهورية الصين عام 1912. خلق موت يوان فراغًا في السلطة شمل مناطق من بر الصين الرئيسي مثل سيتشوان وشانشي وتشينغهاي ونيغشيا وغوانغدونغ وغوانغشي وغانسو ويونان وشينجيانغ. بدأت حكومة الكومينتانغ القومية تحت قيادة سون يات سين، والتي اتخذت من غوانزو مقرًا لها، تحدي حكومة بيانغ التي أوجدها يوان، والتي اتخذت من بكين مقرًا لها بصفتها حكومة الصين الشرعية. اتسم عصر أمراء الحرب بالحرب الأهلية المستمرة التي نشبت بين الفصائل المختلفة، وكانت حرب السهوب الوسطى أكبر تلك الحروب، وانخرط فيها أكثر من مليون جندي. انتهى عصر أمراء الحرب عام 1928 عندما تمكنت حكومة الكومينتانغ تحت قيادة شيانغ كاي شيك من توحيد الصين رسميًا إثر الحملة الشمالية التي شنتها، فبدأت فترة عُرفت باسم عقد نانجينغ. استمر بعض أمراء الحرب بغرض تأثيرهم خلال ثلاثينيات وأربعينيات القرن الماضي، ما شكّل معضلة للحكومة القومية خلال الحرب اليابانية الصينية الثانية والحرب الأهلية الصينية.

## اصطلاح
في أوائل القرن العشرين، استُخدم مصطلح «جون فا» في الصين لوصف الأحداث التي تلت انتفاضة ووتشانغ عام 1911 وثورة شينهاي، عندها قاد الزعماء والقادة المناطقيون ميليشياتهم الخاصة لقتال الدولة والتنافس ضد القادة الآخرين من أجل فرض سيطرتهم على الأراضي، فبدأت فترة في الصين عُرفت باسم عصر أمراء الحرب الحديث. يُستخدم مصطلح «جون فا» حاليًا لوصف زعماء الجيوش المناطقية الخاصة التي استخدمت العنف –أو هددت باستخدامه– من أجل توسيع سلطتها السياسية وكسب المزيد من الأراضي، ويشمل ذلك كلّ تاريخ الصين، حتى أولئك القادة الذين برزوا لتزعم وتوحيد ممالك بأكملها.

## الأصول
تعود أصول الجيوش والقادة الذين هيمنوا على السياسة بعد عام 1912 إلى الإصلاحات العسكرية التي أجرتها سلالة تشينغ المتأخرة. فخلال تمرد تايبينغ (1850–1864)، اضطرت سلالة تشينغ إلى السماح للحكام المحليين بتجنيد جيوشهم الخاصة، وعُرفت تلك الجيوش المناطقية باسم يونغ يينغ، والهدف منها هو قتال متمردي تايبينغ: لم يُحل معظم تلك القوات المناطقية بعد إخماد تمرد تايبينغ، كجيش هواي مثلًا التابع للجنرال والسياسي لي هونغجانغ.
ركز أمراء الحرب على الروابط القوية والعلاقات العائلية والتعامل المحترم مع الجنود. فلم يجر نقل الضباط مثلًا، وكان القادة مسؤولين عن اختيار الجنود بعناية، أما القادة فيجري اختيارهم أيضًا من طرف الجنرالات، لذا تشكلت روابط ولاء شخصية بين الضباط المحليين والجنود، وذلك على عكس الجيش النظامي الأخضر أو جيش الرايات الثمان. لم ينجم عن تلك الإصلاحات العسكرية خلال الفترة المتأخرة من حكم سلالة تشينغ تأسيس أي جيش وطني، وفي المقابل، أدت الإصلاحات إلى تحريك الجيوش والميليشيات المناطقية التي لم تكن نظامية ولا منسجمة مع بعضها. أبدى الضباط ولاءهم للمسؤولين الأعلى رتبة، وشكلوا فرقًا عسكرية ترتكز على الموطن الأصلي للجنود وخلفياتهم. تألفت الكتائب من رجال انتموا لنفس الإقليم. هدفت تلك السياسة إلى تقليص سوء التواصل بين الجنود ذوي اللهجات المختلفة، لكنها جلبت أثرًا جانبيًا تمثل بتشجيع الميول المناطقية.
لم يُعتبر الحكام الذين جاؤوا بعد تمرد تايبينغ أسلافًا مباشرين لأمراء الحرب، لكن مع الأخذ بعين الاعتبار سلطتهم العسكرية المدنية والسلطات التي يمتلكونها والأكبر، نوعًا ما، من سلطات الحكام السابقين، فيمكن القول أنهم وفروا نموذجًا عن الزعماء المناطقيين في عصر الجمهورية الصينية. شكّلت تجزئة السلطة العسكرية الناجمة عن فقدان سلالة تشينغ المتأخرة لقوة عسكرية موحدة، وتفاقم الوضع جراء بروز العصبية المحلية خلال التمرد، عاملًا قويًا وراء انتشار أمراء الحرب. وبعيدًا عن العواقب المالية والإدارية، بدا أن حكومة سلالة تشينغ المتأخرة اعتمدت على هذه البنية العسكرية المنقسمة للحفاظ على الهيمنة السياسية.
دُحرت الكونفوشية التي تزدري الحكومات العسكرية جراء تزايد الحاجة إلى المهارة العسكرية، فجرت «عسكرة» المعلمين الدينيين بشكل ضخم، وصعد الكثير من الضباط الذين لم ينتموا لخلفيات علمية دينية إلى مناصب عليا من القيادة، بل حتى وصلوا إلى مناصب رفيعة في البيروقراطية المدنية. في تلك الفترة، استحوذ الجيش على الخدمة المدنية. تأثر الصينيون بالأفكار الألمانية واليابانية الداعية إلى الهيمنة العسكرية على الأمة، وبالإضافة إلى غياب الوحدة الوطنية بين الفرق العسكرية المختلفة في صفوف الضباط، حصل انقسام في السلطة خلال عصر أمراء الحرب.
كان جيش بيانغ (جيش المحيط الشمالي) تحت قيادة يوان شيكاي أقوى جيش مناطقي، وحصل أفراده على أفضل تدريب وأحدث الأسلحة. جلبت ثورة شينهاي عام 1911 تمردًا واسطع النطاق في جنوب الصين. بدأت الثورة في شهر أكتوبر من عام 1911 جراء تمرد بعض الجنود المتمركزين في ووهان. فبدأ الجنود الذي كانوا موالين لحكومة تشينغ بالتمرد والانشقاق والانضمام للمعارضة. أسست تلك القوى الثورية حكومة مؤقتة في نانجينغ في العام التالي تحت قيادة الدكتور سون يات سين، وهو الذي عاد من منفاه بعد مدة طويلة ليقود الثورة. أصبح من الواضح أن الثوار لا يملكون القوة الكافية لهزيمة جيش المحيط الشمالي، وأن الاستمرار بالقتال سيؤدي حتمًا إلى الهزيمة. فبدلًا من ذلك، خاض سون يات سين مفاوضات مع قائد جيش بيانغ، يوان شيكاي، لوضع حد لسلالة تشينغ وتوحيد الصين. في المقابل، على سون التنحي عن الرئاسة وترشيح يوان لمنصب رئيس الجمهورية الجديدة. رفض يوان الانتقال إلى نانجينغ وأصر على إبقاء العاصمة في بكين، حيث كانت قاعدة سلطته محمية.
ثارت المقاطعات الجنوبية في عام 1913 ردًا على سلطوية يوان المتزايدة، لكن الثورة قُمعت بشدة على يد قوات بيانغ. استُبدل الحكام المدنيون بحكام عسكريين. في شهر ديسمبر من عام 1915، أوضح يوان نيته بتبوأ منصب إمبراطور الصين وخلْق سلالة جديدة. ثارت المقاطعات الجنوبية مجددًا في حرب الحماية الوطنية، لكن الوضع كان جديًا هذه المرة لأن معظم قادة بيناغ رفضوا الاعتراف بالملكية. تراجع يوان عن مخططاته الهادفة إلى استعادة الملكية ليستعيد ثقة مساعديه، لكن عندما توفي في شهر يونيو عام 1916، كانت الصين محطمة سياسيًا. استمر الانقسام الشمالي–الجنوبي خلال عصر أمراء الحرب.

## نظام أمراء الحرب السياسي
خفّض يوان شيكاي الإنفاق المالي على الكثير من المؤسسات الحكومية بدءًا من عام 1914، فعلّق البرلمان في البداية، ثم علّق المجالس الإقليمية. استقال المجلس الوزاري بعد فترة قصيرة، فأصبح يوان عمليًا ديكتاتور الصين. بعدما اقتطع يوان شيكاي الكثير من الحريات الأساسية، وقعت البلد على الفور في الفوضى ودخلت فترة أمراء الحرب. «لم يستبدل أمراء الحرب القوة العسكرية للعناصر الأخرى من الحكومة، وبالكاد أدى بروزهم إلى تغير توازن القوى. نتج التحول في ذاك التوازن، بشكل جزئي، عن تفكك صلاحيات وقيم الحكومة المدنية التقليدية في الصين». بمعنى آخر، برز خلال عصر أمراء الحرب تحول ذو طابع خاص من البيروقراطية المدنية المهيمنة والتي تمارسها سلطة مركزية إلى حضارة عسكرية هيمنت خلالها الجماعات العسكرية المختلفة، فانتقلت السلطة من أمير حرب إلى آخر.

## جيوش أمراء الحرب
كان العديد من الجنود العاديين في جيوش أمراء الحرب من قطاع الطرق الذين تولوا الخدمة في حملة معينة ثم عادوا إلى اللصوصية بعد انتهائها. لاحظ أحد السياسيين أنه عندما ذهب أمراء الحرب إلى الحرب مع بعضهم البعض، يصبح قطاع الطرق جنودًا وعند انتهائها يصبح الجنود قطاع طرق. عادة ما تقوم جيوش أمراء الحرب باغتصاب أو سبي العديد من النساء من أجل العبودية الجنسية. تم إضفاء الطابع المؤسسي على نظام النهب إذ كان العديد من أمراء الحرب يفتقرون إلى المال لدفع ثمن قواتهم. قام البعض بالاختطاف أو إرسال أصابع رهينة ما مقطوعة مع طلب الفدية كوسيلة لتشجيع الدفع الفوري.
إلى جانب قطاع الطرق، تميل جيوش أمراء الحرب إلى أن يكونوا مجندين في القرى. قد يأخذون الخدمة في جيش واحد ويتم أسرهم، ثم ينضمون إلى جيش خاطفيهم قبل أن يتم القبض عليهم مرة أخرى. عادةً ما يدمج أمراء الحرب أسراهم في جيوشهم؛ كان ما لا يقل عن 200,000 رجل كانوا يخدمون في جيش الجنرال وو سجناء أدخلهم في جيشه. كشفت دراسة استقصائية لأحد أمراء الحرب في عام 1924 أن 90% من الجنود كانوا أميين. في عام 1926، تفقد ضابط الجيش الأمريكي جوزيف ستيلويل وحدة أمراء الحرب ولاحظ أن 20% كان طولها أقل من 4 أقدام و 6 بوصات، وكان متوسط العمر 14 عامًا وكان معظمهم يمشي حافي القدمين. كتب ستيلويل أن «مجموعة سكيركرو» هذه لا قيمة لها كوحدة عسكرية. علّق زائر للجيش البريطاني أنه شريطة أن يكون لديهم القيادة المناسبة، فإن رجال شمال الصين كانوا «أفضل مادة خام شرقية ذات لياقة بدنية لا يُعلى عليها ودماغ من الحديد». غير أن هذه الوحدات هي الاستثناء وليست القاعدة.

## المالية
في عام 1916، ثمّة حوالي نصف مليون جندي في الصين. بحلول عام 1922، تضاعفت الأرقام ثلاث مرات ثم ثلاث مرات أخرى بحلول عام 1924؛ أكثر مما يمكن أن يدعمه أمراء الحرب. على سبيل المثال، حصل المارشال تشانغ، حاكم منشوريا الصناعية، على 23 مليون دولار من عائدات الضرائب في عام 1925 بينما أنفق حوالي 51 مليون دولار. كان أمراء الحرب في المقاطعات الأخرى أكثر تعرضًا لضغوط شديدة. تتمثل إحدى طرق جمع الأموال هي الضرائب المسماة ليكين التي كثيرًا ما تكون عبارة عن مصادرة واستيلاء وتلحق ضررًا اقتصاديًا كبيرًا. على سبيل المثال، في مقاطعة سيتشوان، كان هناك 27 ضريبة مختلفة على الملح وتم فرض ضرائب على حمولة واحدة من الورق التي تم إرسالها أسفل نهر اليانغتسي إلى شنغهاي 11 مرة مختلفة من قِبَل أمراء الحرب المختلفين إلى إجمالي 160% من قيمتها. فرض أحد أمراء الحرب ضريبة بنسبة 100% على الشحن بالسكك الحديدية، بما في ذلك الطعام، على الرغم من حدوث مجاعة في مقاطعته. عادةً ما تأخذ السلطات الإقليمية الضرائب المستحقة للحكومة المركزية في بكين على الطوابع والملح. على الرغم من كل ثروة منشوريا ودعم الجيش الياباني، اضطر المارشال تشانغ إلى زيادة ضرائب الأراضي بنسبة 12% بين عامي 1922 و 1928 لدفع ثمن حروبه.
طالب أمراء الحرب بقروض من البنوك أيضًا. يعدّ مصدر الإيرادات الرئيسي الآخر إلى جانب الضرائب والقروض والنهب هو بيع الأفيون إذ باع أمراء الحرب حقوق زراعة الأفيون وبيعه داخل مقاطعاتهم إلى اتحادات رجال العصابات. على الرغم من موقفه الظاهري المناهض للأفيون، حصل الجنرال فنغ يوشيانغ، «الجنرال المسيحي»، على حوالي 20 مليون دولار سنويًا من مبيعات الأفيون. كان التضخم وسيلة أخرى لدفع ثمن جنودهم. قام بعض أمراء الحرب ببساطة بتشغيل مطابع لطباعة الأموال، ولجأ البعض إلى تكرار الآلات لإصدار دولارات صينية جديدة. طبع أمير الحرب الذي حكم مقاطعة هونان 22 مليون دولارًا صينيًا على احتياطي من الفضة بقيمة مليون دولار صيني فقط خلال عام واحد بينما طبع تشانغ في مقاطعة شاندونغ 55 مليون دولار صيني على احتياطي من الفضة بقيمة 1.5 مليون دولار صيني خلال نفس العام. لم يُدرك المارشال الأمي تشانغ زولين، الذي شارك في الطباعة المتهورة للدولار الصيني، أنه هو الذي تسبب في التضخم في منشوريا، وكان الحل بكل بساطة استدعاء كبار تجار المنطقة واتهامهم بالجشع لأنهم كانوا يرفعون أسعارهم دائمًا، لذا تم اختيار خمسة منهم في تعبئة علنية عشوائية وطلب من البقية التصرف بشكل أفضل من الآن فصاعدًا.
على الرغم من حاجتهم المستمرة للمال، عاش أمراء الحرب في رفاهية مطلقة. امتلك المارشال تشانغ أكبر لؤلؤة في العالم بينما امتلك الجنرال وو أكبر ماسة في العالم. عاش المارشال تشانغ، «المارشال القديم»، في قصر فخم في شنيانغ مع زوجاته الخمس ونصوص كونفوشيوسية قديمة وقبو مليء بالنبيذ الفرنسي الفاخر، وكان بحاجة إلى 70 طاهيًا في مطبخه لصنع ما يكفي من الطعام له ولزوجاته وضيوفه. تناول الجنرال تشانغ، «جنرال اللحم»، وجباته من عشاء بلجيكي مكون من 40 قطعة، ووصف صحفي أمريكي العشاء معه قائلًا: «لقد قدم لي عشاء بكميات مخزية من الأطعمة المكلفة في بلد يعاني الجوع. كان هناك الشمبانيا الفرنسية والبراندي».

## المعدات
اشترى أمراء الحرب الرشاشات والمدفعيات من الخارج، لكن جنودهم غير المتعلمين والأميين لم يتمكنوا من تشغيلهم أو خدمتهم. اشتكى أحد المرتزقة البريطانيين في عام 1923 من أن وو بيفو لديه حوالي 45 مدفعية أوروبية غير صالحة للعمل لأنها لم تتم صيانتها بشكل صحيح. في معركة أورغا، تعرض جيش الجنرال شو شوزنغ، الذي استولى على منغوليا الخارجية لهجوم من قِبَل جيش روسي مغولي بقيادة الجنرال بارون رومان فون أونغرن ستيرنبرغ. كان من الممكن أن يوقف الصينيون أونغيرن لو كانوا قادرين على إطلاق رشاشاتهم بشكل صحيح، للتكيف مع الرعشة الناتجة عن إطلاق النار؛ ما تسبب في تجاوز رصاصاتهم الأهداف. ثبت أن عدم القدرة على استخدام أسلحتهم الرشاشة مكلفة للغاية: بعد الاستيلاء على أورغا في فبراير عام 1921، أجبر أونغيرن القوزاق والفرسان المغول على مطاردة ما تبقى من قوات شو أثناء محاولتهم الفرار جنوبًا على طريق العودة إلى الصين.